# Слон (шахи)

Допустимі ходи слона

Слон, розм. офіцер, єпископ (Юнікод ♗♝) — шахова фігура. Пересувається на будь-яку кількість клітинок по діагоналі, якщо на його шляху немає інших фігур.

## Назва
- Бігун (нім. Läufer, угор. futó, латис. laidnis, заст. чеськ. běžec, івр. רץ, рац)[1]
- Безумець (рум. nebun)
- Блазень (фр. fou)
- Верблюд (монг. тэмээ)
- Вождь (лит. rikis)
- Гонець (пол. goniec, фін. lähetti)
- Єпископ (англ. bishop, порт. bispo)
- Ловець (мак. ловец, серб. ловац, хорв. lovac)
- Офіцер (алб. oficeri, біл. афіцэр[2], болг. офицер, грец. αξιωματικός)
- Прапороносець (італ. alfiere)
- Слон (араб. الفيل, аль-філь, біл., рос. і укр. слон, вірм. փիղ, філ, кит.: 象, сян, перс. فیل, філь, тат. фил, тур. fil)
- Спис (ест. oda)
- Стрілець (словац. strelec, чеськ. střelec)[1]
- Черепаха (груз. კუ, ку)

Від араб. الفيل ведуть походження ісп. і кат. alfil, італ. alfiere та гінді फील, філ, а від bishop походить яп. ビショップ, бішьоппу.

## Ходи
Гравці починають гру із двома слонами. Кожен слон може пересуватися лише по білих або чорних полях, тому іноді їх називають білопільними та чорнопільними. Положення білого слона на початку партії — c1, f1; положення чорного слона на початку партії c8, f8
|   | a                                                               | b                                                               | c                                                               | d                                                               | e                                                               | f                                                               | g                                                               | h                                                               |   |
| 8 | c8 чорний слон · f8 чорний слон · c1 білий слон · f1 білий слон | c8 чорний слон · f8 чорний слон · c1 білий слон · f1 білий слон | c8 чорний слон · f8 чорний слон · c1 білий слон · f1 білий слон | c8 чорний слон · f8 чорний слон · c1 білий слон · f1 білий слон | c8 чорний слон · f8 чорний слон · c1 білий слон · f1 білий слон | c8 чорний слон · f8 чорний слон · c1 білий слон · f1 білий слон | c8 чорний слон · f8 чорний слон · c1 білий слон · f1 білий слон | c8 чорний слон · f8 чорний слон · c1 білий слон · f1 білий слон | 8 |
| 7 | c8 чорний слон · f8 чорний слон · c1 білий слон · f1 білий слон | c8 чорний слон · f8 чорний слон · c1 білий слон · f1 білий слон | c8 чорний слон · f8 чорний слон · c1 білий слон · f1 білий слон | c8 чорний слон · f8 чорний слон · c1 білий слон · f1 білий слон | c8 чорний слон · f8 чорний слон · c1 білий слон · f1 білий слон | c8 чорний слон · f8 чорний слон · c1 білий слон · f1 білий слон | c8 чорний слон · f8 чорний слон · c1 білий слон · f1 білий слон | c8 чорний слон · f8 чорний слон · c1 білий слон · f1 білий слон | 7 |
| 6 | c8 чорний слон · f8 чорний слон · c1 білий слон · f1 білий слон | c8 чорний слон · f8 чорний слон · c1 білий слон · f1 білий слон | c8 чорний слон · f8 чорний слон · c1 білий слон · f1 білий слон | c8 чорний слон · f8 чорний слон · c1 білий слон · f1 білий слон | c8 чорний слон · f8 чорний слон · c1 білий слон · f1 білий слон | c8 чорний слон · f8 чорний слон · c1 білий слон · f1 білий слон | c8 чорний слон · f8 чорний слон · c1 білий слон · f1 білий слон | c8 чорний слон · f8 чорний слон · c1 білий слон · f1 білий слон | 6 |
| 5 | c8 чорний слон · f8 чорний слон · c1 білий слон · f1 білий слон | c8 чорний слон · f8 чорний слон · c1 білий слон · f1 білий слон | c8 чорний слон · f8 чорний слон · c1 білий слон · f1 білий слон | c8 чорний слон · f8 чорний слон · c1 білий слон · f1 білий слон | c8 чорний слон · f8 чорний слон · c1 білий слон · f1 білий слон | c8 чорний слон · f8 чорний слон · c1 білий слон · f1 білий слон | c8 чорний слон · f8 чорний слон · c1 білий слон · f1 білий слон | c8 чорний слон · f8 чорний слон · c1 білий слон · f1 білий слон | 5 |
| 4 | c8 чорний слон · f8 чорний слон · c1 білий слон · f1 білий слон | c8 чорний слон · f8 чорний слон · c1 білий слон · f1 білий слон | c8 чорний слон · f8 чорний слон · c1 білий слон · f1 білий слон | c8 чорний слон · f8 чорний слон · c1 білий слон · f1 білий слон | c8 чорний слон · f8 чорний слон · c1 білий слон · f1 білий слон | c8 чорний слон · f8 чорний слон · c1 білий слон · f1 білий слон | c8 чорний слон · f8 чорний слон · c1 білий слон · f1 білий слон | c8 чорний слон · f8 чорний слон · c1 білий слон · f1 білий слон | 4 |
| 3 | c8 чорний слон · f8 чорний слон · c1 білий слон · f1 білий слон | c8 чорний слон · f8 чорний слон · c1 білий слон · f1 білий слон | c8 чорний слон · f8 чорний слон · c1 білий слон · f1 білий слон | c8 чорний слон · f8 чорний слон · c1 білий слон · f1 білий слон | c8 чорний слон · f8 чорний слон · c1 білий слон · f1 білий слон | c8 чорний слон · f8 чорний слон · c1 білий слон · f1 білий слон | c8 чорний слон · f8 чорний слон · c1 білий слон · f1 білий слон | c8 чорний слон · f8 чорний слон · c1 білий слон · f1 білий слон | 3 |
| 2 | c8 чорний слон · f8 чорний слон · c1 білий слон · f1 білий слон | c8 чорний слон · f8 чорний слон · c1 білий слон · f1 білий слон | c8 чорний слон · f8 чорний слон · c1 білий слон · f1 білий слон | c8 чорний слон · f8 чорний слон · c1 білий слон · f1 білий слон | c8 чорний слон · f8 чорний слон · c1 білий слон · f1 білий слон | c8 чорний слон · f8 чорний слон · c1 білий слон · f1 білий слон | c8 чорний слон · f8 чорний слон · c1 білий слон · f1 білий слон | c8 чорний слон · f8 чорний слон · c1 білий слон · f1 білий слон | 2 |
| 1 | c8 чорний слон · f8 чорний слон · c1 білий слон · f1 білий слон | c8 чорний слон · f8 чорний слон · c1 білий слон · f1 білий слон | c8 чорний слон · f8 чорний слон · c1 білий слон · f1 білий слон | c8 чорний слон · f8 чорний слон · c1 білий слон · f1 білий слон | c8 чорний слон · f8 чорний слон · c1 білий слон · f1 білий слон | c8 чорний слон · f8 чорний слон · c1 білий слон · f1 білий слон | c8 чорний слон · f8 чорний слон · c1 білий слон · f1 білий слон | c8 чорний слон · f8 чорний слон · c1 білий слон · f1 білий слон | 1 |
|   | a                                                               | b                                                               | c                                                               | d                                                               | e                                                               | f                                                               | g                                                               | h                                                               |   |

| Слон                                      | Слон                                  |
| ----------------------------------------- | ------------------------------------- |
| Назва                                     | Слон, або офіцер                      |
| Кошт у пішаках                            | 3                                     |
| Положення білої фігури на початку партії  | c1, f1                                |
| Положення чорної фігури на початку партії | c8, f8                                |
| Зображення білої фігури                   | Білий слон                            |
| Зображення чорної фігури                  | Чорний слон                           |
| Ходи                                      | по діагоналях виключно одного кольору |

## Історія
Попередником слона в середньовічних шахах, шатрандж (спочатку чатуранга), був алфіл, що означає "слон", який міг стрибати на дві клітини по будь-якій діагоналі, а також перестрибувати через проміжну фігуру. Як наслідок, кожен філ був обмежений вісьмома клітинами, і жоден філ не міг атакувати іншого. Сучасний слон вперше з'явився невдовзі після 1200 року в шахах "Кур'єр". Фігура з цим ходом, що називається "кокатріс" або "крокодил", є частиною "Великого ацедрексу" в "Книзі ігор", складеній у 1283 році для короля Альфонса X Кастильського. Гру приписують "Індії", що на той час було дуже розпливчастим терміном. Приблизно через півстоліття Мухаммад ібн Мамуд аль-Амулі у своїй "Скарбниці наук" описує розширену форму шахів з двома фігурами, що рухаються "як ладья, але навскіс". Приблизно в той самий час (13 століття) слона було винайдено в Японії, де він став частиною сьо-сьоґі та дай-сьоґі; він залишається присутнім у сучасному сьоґі як прямий нащадок сьо-сьоґі.